# سيميون موغيليفيتش
سيميون يودكوفيتش موغيليفيتش (وُلد في 30 يونيو 1946) هو زعيم جريمة منظمة روسي، أوكراني المنشأ، يُنظَر إليه من قبل أجهزة تطبيق القانون في الاتحاد الأوروبي والولايات المتحدة على أنه «زعيم زعماء» معظم عصابات المافيا الروسية في العالم. يُعتقد أن موغيليفيتش يدير إمبراطورية إجرامية واسعة ويصفه مكتب التحقيقات الفيدرالي بأنه «أخطر رجل عصابات في العالم». اتهمه مكتب التحقيقات الفيدرالي بـ «المتاجرة بالأسلحة، وجرائم القتل المتعمد، والابتزاز، والمتاجرة بالمخدرات، والدعارة على نطاق دولي».
من ألقاب موغيليفيتش «دون سيميون» و«دون الذكي» (بسبب فطنته المعروفة في العمل). وفقًا للبرقيات الدبلوماسية الأمريكية، يُقال إن موغيليفيتش يسيطر على «روس أوكر إنيرجو»، وهي شركة تشارك بنشاط في نزاعات الغاز بين روسيا وأوكرانيا، وإنه شريك في بنك رايفايزن.
يعيش الآن بحرية في موسكو، ولديه ثلاثة أطفال. يُربط بشكل وثيق بمجموعة «سلونتسيفسكايا برافتا» الإجرامية. لدى موغيليفيتش تحالفات وثيقة مع شخصيات سياسية من بينها «يوري لوزكوف»، العمدة السابق لموسكو، و«ديميترو فيرتاش»، و«ليونيد ديركاش»، الرئيس السابق لجهاز أمن أوكرانيا.
كان «أولكساندر تورتشينوف»، الذي عُيّن رئيسًا مؤقتًا لأوكرانيا في فبراير 2014، قد استُدعي إلى المحكمة في عام 2010 بتهمة تدمير ملفات متعلقة بموغيليفيتش. ادعى «ألكساندر ليتفينينكو»، المنشق الروسي عن جهاز الأمن الفيدرالي الروسي، قبل وقت قصير من اغتياله، أنه كان لموغيليفيتش «علاقة جيدة» مع فلاديمير بوتين منذ تسعينيات القرن العشرين.

## السيرة الذاتية

### مطلع حياته
وُلد موغيليفيتش عام 1946 لعائلة يهودية في حي بودول في كييف.
حصل على أول ثروة كبيرة له من خداع أقرانه من اليهود الروس الذين كانوا يتوقون للهجرة إلى بلدان مثل الولايات المتحدة وإسرائيل؛ إذ عقد موغيلفيتش صفقات لشراء الممتلكات الخاصة بهم، وبيعها بقيمتها السوقية العادلة، وإعادة توجيه العائدات لهم. ولكن بدلاً من ذلك، باع موغيليفيتش الممتلكات واحتفظ بالعائدات ببساطة. قضى فترتَين في السجن، لمدة 3  و4 سنوات، بسبب جرائم التعامل بالعملات النقدية.
ابتداءً من أوائل الثمانينيات، ووفقًا لمكتب التحقيقات الفيدرالي، كان موغيليفيتش جهة الاتصال الرئيسية لمجموعة «سلونتسيفسكايا برافتا» فيما يخص غسل الأموال.

### المجر
في أوائل عام 1991، انتقل موغيليفيتش إلى المجر وتزوج من حبيبته المجرية كاتالين باب. أنجب ثلاثة أطفال منها، وحصل على جواز سفر مجريّ. أثناء عيشه في فيلا محصنة خارج بودابست، واصل الاستثمار في مجموعة واسعة من الشركات، بما في ذلك شراء مصنع تسليح محلي اسمه «جيش كو- أوب» والذي أنتج أسلحة مضادة للطائرات.
في عام 1994، تمكنت مجموعة موغيليفيتش من السيطرة على «إنكوم بانك»، وهو أحد أكبر المصارف الخاصة في روسيا، وذلك في صفقة سرية مع رئيس المصرف فلاديمير فينوغرادوف، ما وفر للمجموعة وصولًا مباشرًا إلى النظام المالي العالمي. انهار المصرف في عام 1998 بسبب شكوك في غسل الأموال.

### الغارة التشيكية
في مايو عام 1995، داهمت الشرطة التشيكية اجتماعًا في براغ بين موغيليفيتش وسيرجي ميخائيلوف، رئيس مجموعة سولنتسيفو. كانت المناسبة حفلة عيد ميلاد لأحد نواب زعماء المافيا في المجموعة. اعتُقل مئتي شخص من الموجودين في الحفلة (بما في ذلك العشرات من بائعات الهوى) في مطعم «يو هولوبو»، الذي يملكه موغيليفيتش، وطُرد 30 شخصًا أيضًا خارج البلاد. وصل للشرطة بلاغ أن مجموعة سولنتسيفو كانت تعتزم قتل موغيليفيتش في الحفلة بسبب مبلغ متنازع عليه بقيمة 5 ملايين دولار. ولكن موغيليفيتش لم يحضر أبداً، ويُعتقد أن شخصية بارزة في الشرطة التشيكية، والتي تعمل مع المافيا الروسية، قد حذرته. ومع ذلك، سرعان ما فرضت وزارة الداخلية التشيكية حظراً على دخول موغيلفيتش إلى البلاد لمدة 10 سنوات، في حين أعلنت الحكومة المجرية أنه شخص غير مرغوب فيه، وحظر البريطانيون دخوله إلى المملكة المتحدة، وأعلنوا أنه «أحد أخطر الرجال في العالم».

### تبادل تورونتو
في عامي 1997 و1998، كشف صحفيون كنديون وجود موغيليفيتش وميخائيلوف وغيرهما من المافيا الروسية وراء شركة عامة تتداول في بورصة تورونتو للأوراق المالية وهي «شركة واي بي إم ماغنيكس العالمية». في 13 مايو 1998، داهم العشرات من عملاء مكتب التحقيقات الفيدرالي والعديد من الوكالات الحكومية الأمريكية الأخرى مقر شركة «واي بي إم» في نيوتاون، بنسلفانيا. وأصبحت الأسهم في هذه الشركة العامة، والتي قُدرت قيمتها بـ1 مليار دولار في بورصة تورونتو، عديمة القيمة بين ليلة وضحاها.

### غسل الأموال والتهرب الضريبي
حتى عام 1998، شارك «إنكوم بانك» و«مصرف ميناتب» في خطة غسيل أموال بقيمة 10 مليارات دولار أمريكي عن طريق بنك نيويورك. كما كان يُشتبه في مشاركة موغيلفيتش في احتيال ضريبي على نطاق واسع، يُباع فيه زيت التدفئة غير الخاضع للضريبة كوقود سيارات خاضع لضريبة مرتفعة - وهي إحدى أكبر الفضائح التي كُشفت في الفترة بين عامي 1990 و1991.
تشير التقديرات إلى أن ما يصل إلى ثلث كمية الوقود المباعة كانت جزءًا من ذلك المخطط، ما أدى إلى خسائر ضريبية هائلة لمختلف بلدان أوروبا الوسطى (جمهورية التشيك، والمجر، وسلوفاكيا، وبولندا). في الجمهورية التشيكية، تشير التقديرات إلى أن الفضيحة كلفت دافعي الضرائب نحو 100 مليار كرونة تشيكية (حوالي 5 مليارات دولار أمريكي) وتضمنت، إلى جانب أشياء أخرى، جرائم قتل ومحاولة اغتيال صحفي كتب عن المشكلة.
في عام 2003، وضع مكتب التحقيقات الفيدرالي في الولايات المتحدة موغيليفيتش على «قائمة المطلوبين» للمشاركة في مخطط للاحتيال على المستثمرين في الشركة الكندية «واي بي إم ماغنكس العالمية». بعد أن شعر عملاء مكتب التحقيقات بالإحباط بسبب فشل جهودهم السابقة في مقاضاته بتهم الاتجار غير المشروع بالأسلحة والدعارة، استقروا الآن على اتهامات الاحتيال واسعة النطاق كأفضل أمل لهم في الإطاحة به. ومع ذلك، كان موغيليفيتش يُعتبر أقوى رجل روسي على قيد الحياة. في مقابلة أجراها عام 2006، قال «جون واينر»، الرئيس السابق لإدارة كلينتون لمكافحة الجريمة المنظمة: «يمكنني أن أخبركم أن سيميون موغيليفيتش هو مجرم منظم خطير بقدر كافة المجرمين الذين واجهتهم من قبل، وأنا واثق من أنه مسؤول عن عمليات القتل المتعمد».
قُبض على موغيليفيتش في موسكو في 24 يناير 2008، للاشتباه في التهرب الضريبي. وُضعت كفالة له، وأُطلق سراحه في 24 يوليو 2009. وعند إطلاق سراحه، ذكرت وزارة الداخلية الروسية أنه حصل على إطلاق السراح لأن التهم الموجهة ضده «ليست ذات طبيعة خطيرة للغاية».
رُبط «إيفان فورسين» [المملكة المتحدة] بشكل وثيق بموغيليفيتش.

### قائمة أكثر عشرة مطلوبين لمكتب التحقيقات الفيدرالي
في 22 أكتوبر 2009، اختير موغيليفيتش من قبل مكتب التحقيقات الفيدرالي باعتباره الهارب رقم 494 الذي يوضَع في قائمة أكثر عشرة مطلوبين. وفي ديسمبر 2015، أُزيل من القائمة. أشار مكتب التحقيقات الفيدرالي إلى أنه لم يعد يحقق معايير القائمة، لأسباب تتعلق بعيشه في بلد لا تشترك الولايات المتحدة معه في معاهدة لتسليم المجرمين.
على الرغم من أوامر الاعتقال الصادرة ضده، فهو ما يزال يعيش طليقًا في موسكو، وذلك وفقًا لمكتب التحقيقات الفيدرالي. أما بالنسبة لموغيلفيتش نفسه، فإن وكالات تنفيذ القانون الحكومية من جميع أنحاء العالم كانت تحاول محاكمته لأكثر من 10 سنوات. لكنه كان يملك، على حد تعبير أحد الصحفيين، «موهبةً في عدم تواجده في المكان الخطأ وفي الوقت الخطأ».
توقف كل من موغيليفيتش وزميله ميخائيلوف عن السفر إلى الغرب في أواخر التسعينيات.